# Pep Muñoz
José Muñoz Zoyo (Tarrasa, España, 2 de agosto de 1979), más conocido como Pep Muñoz, es un entrenador de fútbol español que actualmente entrena al Preah Khan Reach Svay Rieng Football Club de la Metfone C-League, la liga de fútbol de Camboya.

## Trayectoria
Pep Muñoz inició su carrera en los banquillos como preparador físico en la UE Lleida desde 2004 a 2006 y más tarde, se haría cargo de su equipo juvenil al que dirigiría desde 2008 a 2011.
En julio de 2011, ingresa en La Masía para ser segundo entrenador de Jordi Vinyals en el equipo juvenil "A" del FC Barcelona, donde trabaja hasta febrero de 2015. En mayo de 2014, lograría el título de la Liga Juvenil de la UEFA 2013-14.
El 9 de febrero de 2015,  pasa a ser segundo entrenador del FC Barcelona B, tras hacerse Jordi Vinyals con las riendas del filial blaugrana, tras la marcha de Eusebio Sacristán. 
El 20 de diciembre de 2015, se convierte en segundo entrenador del Qingdao Huanghai de la China League One, acompañando a Jordi Vinyals.
El 18 de enero de 2019, abandona el Qingdao Huanghai y firma por el Shandong Luneng, para ser asistente de Xiaopeng Li.
El 24 de enero de 2022, es nombrado asistente de la Selección de fútbol de China, en la que trabajaría hasta el 31 de enero de 2023, formando parte de los cuerpos técnicos de Xiaopeng Li, Li Tie y Aleksandar Janković.
El 6 de mayo de 2023, firma por el Preah Khan Reach Svay Rieng Football Club de la Metfone C-League, la liga de fútbol de Camboya.

## Clubes
| Club                                         | País    | Año       |
| -------------------------------------------- | ------- | --------- |
| UE Lleida (Preparador físico)                | España  | 2004-2006 |
| UE Lleida Juvenil "A"                        | España  | 2008-2011 |
| FC Barcelona Juvenil "A" (2º entrenador)     | España  | 2011-2015 |
| FC Barcelona B (2º entrenador)               | España  | 2015      |
| Qingdao Huanghai (2º entrenador)             | China   | 2015-2019 |
| Shandong Luneng (2º entrenador)              | China   | 2019      |
| Selección de fútbol de China (2º entrenador) | China   | 2022-2023 |
| Preah Khan Reach Svay Rieng Football Club    | Camboya | 2023-     |